# 傑佛遜鎮區 (愛荷華州韋恩縣)
傑佛遜鎮區（英語：Jefferson Township）是位於美國愛荷華州韋恩縣的一個行政鎮區。

## 地方資料
根據2010年美國人口普查的數據，傑佛遜鎮區的面積為93.08平方千米，當中陸地面積為93.03平方千米，而水域面積為0.05平方千米。當地共有人口152人，而人口密度為每平方千米1.63人。